# Parafia Trójcy Przenajświętszej w Rozbitym Kamieniu
Parafia pw. Trójcy Przenajświętszej w Rozbitym Kamieniu – rzymskokatolicka parafia należąca do dekanatu Sokołów Podlaski, diecezji drohiczyńskiej, metropolii białostockiej. 
Parafia została erygowana przed 1448.

## Obszar parafii

### Miejscowości i ulice
W granicach parafii znajdują się miejscowości:

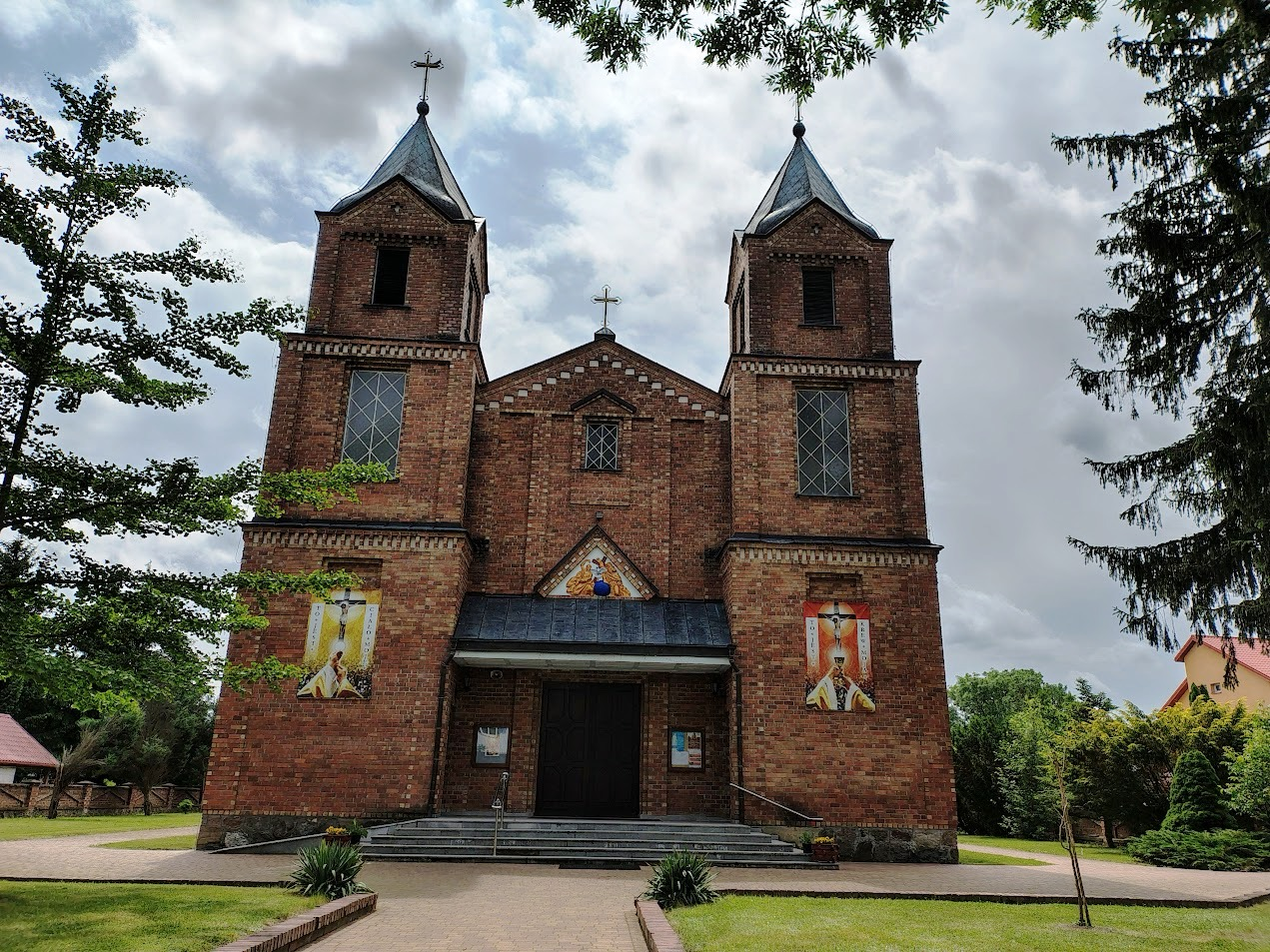
Nowy kościół parafialny

- Bielany-Jarosławy,
- Bielany-Wąsy,
- Bielany-Żyłaki,
- Dmochy-Rętki,
- Dmochy-Rogale,
- Korabie,
- Kosierady Wielkie,
- Kowiesy,
- Księżopole-Budki,
- Księżopole-Komory,
- Kudelczyn,
- Paczuski Duże,
- Rozbity Kamień,
- Ruciany,
- Sikory,
- Trebień,
- Wańtuchy,
- Węże,
- Wiechetki Duże
- Wiechetki Małe